# Đấu trường trận chiến trực tuyến nhiều người chơi

Bản đồ đặc trưng của một trận đấu MOBA. Các vạch vàng nhạt là các làn đường; các chấm bi xanh, đỏ là các công trình phòng thủ như tháp canh; vòng cung màu nhạt là khu vực cơ sở của hai đội; và góc tròn tô đậm là công trình nhà chính cần phá hủy để giành chiến thắng. Vùng màu xanh lá lớn trên bản đồ thường có địa hình hiểm trở, khó đi lại.

Đấu trường trận chiến trực tuyến nhiều người chơi (tiếng Anh: Multiplayer online battle arena hay viết tắt là MOBA), cũng được biết đến với tên khác là chiến lược hành động thời gian thực (ARTS) là một thể loại con của thể loại trò chơi điện tử chiến lược thời gian thực, trong đó một người chơi có thể điều khiển một nhân vật thuộc một trong hai đội tham gia. Mục tiêu của thể loại chơi này là phá hủy công trình chính của địch và trợ giúp tiêu diệt quân địch do máy điều khiển theo thời gian ở các làn đường chơi.
Các nhân vật trong trò chơi có các khả năng khác nhau và nhiều ưu điểm có thể cải thiện quá trình chơi, đồng thời góp phần vào chiến lược tổng thể của đội. Do sự kết hợp của các trò chơi hành động và các trò chơi chiến lược thời gian thực, các người chơi thường không xây dựng bất kỳ công trình hay nâng cấp quân lính nào cả.
Nguồn gốc của thể loại trò chơi có thể bắt nguồn từ Aeon of Strife (AoS), một dạng bản đồ tùy chọn cho trò chơi StarCraft.
Đến đầu những năm 2010, thể loại này đã trở thành một phần lớn của thể loại Esports. Năm 2018, giải thưởng cho thể loại này đạt hơn 60 triệu USD, chiếm 40% tổng giải thưởng esports của năm. Các giải đấu chuyên nghiệp esports lớn được tổ chức tại các địa điểm có thể chứa hàng chục ngàn khán giả và được phát trực tuyến. Một lượng fan hùng hậu đã mở ra cơ hội tài trợ và quảng cáo, cuối cùng dẫn dắt thể loại này trở thành một hiện tượng văn hóa toàn cầu.

## Lối chơi
Mỗi trận đấu bao gồm 2 đội đối lập nhau, mỗi đội thường có 5 người chơi. Những người chơi trong một đội thi đấu cùng nhau để đạt được chiến thắng cuối cùng, đó là phá hủy công trình chính của đối phương và bảo vệ được chính công trình của mình. Đội đầu tiên phá hủy công trình chính của đối thủ sẽ giành chiến thắng trong trận đấu. Phá hủy các cấu trúc khác trong phần lãnh địa của đội đối phương có thể mang lại những lợi ích khác. Các cấu trúc phòng thủ, thường là "tháp" hay "trụ" được đặt đều trên các làn đường (lane) và tự động tấn công người chơi đối phương khi họ lại gần phạm vi phòng thủ của tháp. Mỗi đội được hỗ trợ bởi các đơn vị điều khiển tự động tương đối yếu, được gọi là "lính", định kỳ xuất hiện theo nhóm ở cả hai căn cứ và diễu hành xuống các lane trong bản đồ đi về phía căn cứ của địch thủ. Các đơn vị "lính" này sẽ hỗ trợ và là công cụ cho những người chơi tấn công tháp và công trình chính của đối thủ, đồng thời lượng tiền và kinh nghiệm sẽ được thêm cho những người chơi khi tiêu diệt lính, giúp họ nhanh tăng cấp độ và tăng sức mạnh. Game MOBA thường có ba lane trên bản đồ là những cách chính để đi từ căn cứ này sang căn cứ khác. Các làn đường này được gọi là làn đường trên (Top), giữa (Mid) và dưới cùng (Bottom). Giữa các làn đường là một khu vực chưa được khám phá được gọi là "rừng rậm" (jungle).  "Rừng rậm" là nơi cư trú của những con quái vật trung lập thù địch với cả hai đội và xuất hiện ở các địa điểm được đánh dấu trên bản đồ được gọi là "trại".  Đánh bại quái vật trung lập mang lại nhiều lợi ích khác nhau cho người chơi và đội của họ, chẳng hạn như tăng cường sức mạnh, thêm tiền và kinh nghiệm cho đội và cường hóa khả năng đẩy đường.
Một người chơi được chọn và điều khiển một nhân vật bất kỳ trong trò chơi, được gọi là "tướng". Mỗi tướng sẽ có những bộ kỹ năng riêng nhất định. Khi một tướng tham gia tiêu diệt kẻ thù hoặc tự giết chết kẻ thù, họ sẽ được cộng điểm kinh nghiệm và vàng cho phép tướng lên cấp và mua vật phẩm tại cửa hàng. Nếu một tướng hết máu sẽ được coi là chết, họ sẽ bị loại khỏi trò chơi tạm thời trong 1 khoảng thời gian cho đến hồi sinh lại tại tế đàn để tiếp tục cuộc chiến, thời gian hồi sinh sẽ lâu dần khi càng về cuối game. Ngoài ra các tướng còn có chỉ số năng lượng hay "mana" để sử dụng được các kỹ năng có sẵn.
Mỗi người chơi thường nhận được một lượng vàng nhỏ mỗi giây trong suốt quá trình chơi. Một lượng vàng vừa phải được thưởng cho việc giết chết các đơn vị lính của đối phương và số lượng lớn hơn được thưởng cho việc giết chết chính các kẻ thù. Vàng được sử dụng để mua một loạt các vật phẩm khác nhau trong cửa hàng xuyên suốt trận đấu. Điều này liên quan đến việc cải thiện khả năng chiến đấu của người chơi, mặc dù có thể có các vật phẩm hỗ trợ những cách khác nhau. Khi các tướng của mỗi đội trở nên mạnh hơn, họ có thể sử dụng nhiều chiến thuật để đạt được lợi thế. Những chiến lược này có thể bao gồm đảm bảo các mục tiêu, giết chết các tướng kẻ thù và đạt được cấp độ cao hơn bằng cách giết chết các đơn vị lính. Một đội càng mạnh, họ càng có khả năng tiêu diệt đội kẻ thù và căn cứ của họ, cũng như bảo vệ chính họ.

#### Vai trò nhân vật
Trong hầu hết các tựa game MOBA, các tướng được phân chia theo vai trò riêng của mình như "Hỗ trợ", "Đỡ đòn", "Xạ thủ", "Đấu sĩ", "Pháp sư", "Sát thủ", số lượng và loại vai trò có thể khác nhau tùy thuộc vào trò chơi. Với mỗi phân loại biểu thị các bộ kỹ năng và trình độ khác nhau. Mỗi người chơi trong một đội thường sẽ chọn cho mình 1 vị tướng tương ứng với 1 vai trò trong game như 1 chiến thuật cơ bản nhất. Mỗi vai trò sẽ đại diện cho 1 lane trên bản đồ.
- Xạ thủ: là các tướng đánh xa hi sinh khả năng phòng ngự và độ đa dụng để tập trung vào việc gây ra nguồn sát thương lớn và liên tiếp vào các mục tiêu đơn lẻ, đặc biệt dựa chủ yếu vào các đòn đánh thường để gây sát thương cho đối thủ hơn là việc sử dụng các kỷ năng. Các xạ thủ có khả năng gây ra lượng lớn sát thương và là nguồn sát thương chủ yếu của mỗi đội hình về giai đoạn cuối trận đấu.
- Pháp sư: là những tướng tầm xa chủ yếu sử dụng những chiêu thức mạnh mẽ nhiều hơn các đòn đánh thường. Những pháp sư thường có bộ kĩ năng kết hợp tầm xa, diện rộng hoặc cơ động. Một pháp sư giỏi sẽ có sức ảnh hưởng cực lớn với bất cứ đội hình nào nhờ vào bộ kĩ năng đa dạng và lối chơi linh hoạt của mình.
- Đấu sĩ: là một nhóm tướng đa dạng, mạnh cả trong việc gây sát thương và nhận sát thương. Chúng thường mang trên mình khả năng gây sát thương theo thời gian cao cũng như những nội tại phòng thủ mạnh mẽ nên đấu sĩ thường tìm kiếm mục tiêu cho riêng mình. Nhưng do tầm đánh ngắn, chúng thường gặp nguy hiểm nếu không áp sát được bởi khả năng khống chế của đối phương.
- Sát thủ: là những vị tướng khá cơ động, có nhiệm vụ dồn sát thương vào một mục tiêu cực mạnh. Chúng thường thiếu khả năng phòng thủ, nhưng ngược lại có khả năng áp sát từ xa, nhanh chóng hạ gục mục tiêu quan trọng và cũng rút về một cách nhanh chóng. Sát thủ thường được chọn cho vai trò đi rừng.
- Hỗ trợ: là những vị tướng có sát thương yếu, không hiệu quả trong giao tranh 1 vs 1 nhưng có những bộ kỹ năng phù hợp để giúp đồng đội dễ dàng tấn công kẻ địch hơn, đôi khi những vị tướng hỗ trợ có vai trò mở giao tranh hoặc giúp đồng đội hồi máu. Những vị tướng này có lượng máu không quá nhiều
- Đỡ đòn: Cũng gần giống như các tướng hỗ trợ về vai trò, tuy nhiên Đỡ đòn có một lượng máu ban đầu nhiều nhất đội, điều này giúp Đỡ đòn tiên phong mở giao tranh bằng việc làm lá chắn giảm thiểu sát thương của kẻ địch để đồng đội bao vây tiêu diệt.

## Lịch sử